# Jurij Khevenhüller
Jurij Khevenhüller (hrvaška izgovorjava: [juraj kevenxiler], napisano tudi kot Gjuro ali George Khevenhiller ; , * 22. april 1533, † 9. september 1587.
Jurij Khevenhüller je bil koroški plemič iz dinastije Khevenhüller.  Čeprav je bil po veri predan protestant, je več desetletij služil kot deželni glavar katoliških Habsburžanov. Znan je tudi po gradnji mestne trdnjave Karlovac na Hrvaškem .

## Življenje
Sin Sigmunda Khevenhüllerja in nečak koroškega deželnega glavarja (Landeshauptmanna) Krištofa Khevenhüllerja (1503–1557) je mladi Jurij postal svetnik na dvoru habsburškega cesarja Ferdinanda I. in njegovega naslednika Maksimilijana II. Leta 1565 je bil imenovan za deželnega glavarja Koroške, pozneje tudi za predsednika notranjeavstrijske dvorne komore v Gradcu in dvornega komornika nadvojvode Karla II. Kot častnik se je odlikoval v otomansko-habsburških vojnah na območju nekdanje Kraljevine Hrvaške. Khevenhiller in ban Krsto Ungnad sta 21. avgusta 1578 odšla iz Slunja v Bihać . 
Na Hrvaškem se Khevenhüllerja spominjajo kot zelo krutega človeka.  Od leta 1579 dalje je dal zgraditi mesto Karlovac (Karlstadt), poimenovano v čast nadvojvodi Karlu II.,  da bi okrepil habsburško južno obrambo pred osmanskimi vdori .  Ustanovitev novega mesta je bila del dogovora med protestantskim plemstvom Notranje Avstrije in nadvojvodo: plemiči so v zameno za versko svobodo privolili, da bodo financirali gradnjo nove trdnjave proti Otomanskemu cesarstvu. Trdnjava s šesterokrako zvezdo je bila zgrajena na posestvu Zrinskih  pri starem mestnem jedru Dubovca ob sotočju Kolpe in Korane, na terenu, izpostavljenem poplavam in boleznim zaradi nezdrave vode, z namenom oviranja turškega napredovanja.  Khevenhüller je nadzoroval delo; zbral je številne podložnike in jih prisilil, da so zgradili novo trdnjavo.  Hrvaški pisatelj Miroslav Krleža (1893–1981) je napisal pesem, poimenovano po njem  kot del svojih Balad Petrice Kerempuha, objavljenih leta 1936.
Khevenhüller se je v poznejših letih ponovno naselil na Koroškem. Z dvema porokama je lahko zagotovil znatna finančna sredstva za nakup gradov Ostrovice in Strmca ;   oba je dal prezidati v razkošnem renesančnem slogu. Leta 1582 je dal postaviti  grad Annabichl kot rezidenco za svojo drugo ženo Ano von Thurzo. Nadziral je tudi preureditev Celovca kot nove koroške prestolnice in okoli leta 1570 dal zgraditi mestno hišo v Beljaku, ki pa je bila v drugi svetovni vojni uničena.
Jurij Khevenhüller je umrl v Celovcu; pokopan je v župnijski cerkvi svetega Jakoba v Beljaku poleg strica Krištofa Khevenhüllerja.

## Družina
Jurij  je bil sin Katarine von Gleinitz zu Glenstätten in njenega moža Žige III. Khevenhüllerja. 
Imel je dve ženi, Sibilo Weitmoser in Ano von Thurzo. 
Njegova sestra je bila Salome Khevenhüller.